# Grupa Cromului
Grupa 6 reprezintă un grup de elemente chimice din tabelul periodic al elementelor, fiind considerate metale tranziționale. Elementele specifice acestei grupe sunt cromul (Cr), molibdenul (Mo), wolframul (W) și seaborgiul (Sg). Este prima grupă a metalelor tranziționale din cadrul tabelului periodic. 
Grupa este de asemenea numită "grupa Cromului" sau "familia Cromului", fiind numită după cel mai ușor element al grupei. Toate aceste metale prezintă puncte de topire ridicate.